# Едуарду Соту де Мора
Едуарду Соту де Мора (порт. Eduardo Elísio Machado Souto de Moura; 25 липня 1952) — португальський архітектор, живе і працює в Порту. Відзначений Прітцкерівською премією за 2011 рік. Народився 25 липня 1952 в Порту. Вивчав архітектуру в Школі витончених мистецтв Університету Порту і отримав диплом в 1980 році. У 1974–1979 працював в бюро відомого португальського архітектора Алваро Сізи. З 1981 по 1990 викладав у своєму рідному університеті. Журі Прітцкерівської премії, однієї з найпрестижніших архітектурних премій світу, відзначило здатність архітектора поєднувати в своїх роботах такі суперечливі характеристики, як «міць і стриманість, бравада і ніжність». У числі проектів Моура, згаданих журі, був стадіон у португальському місті Брага, «вбудований» в скелю, а також будівля музею Паули Рего — так званого "Будинку історій", одними з складових елементів якого є дві піраміди.

## Роботи

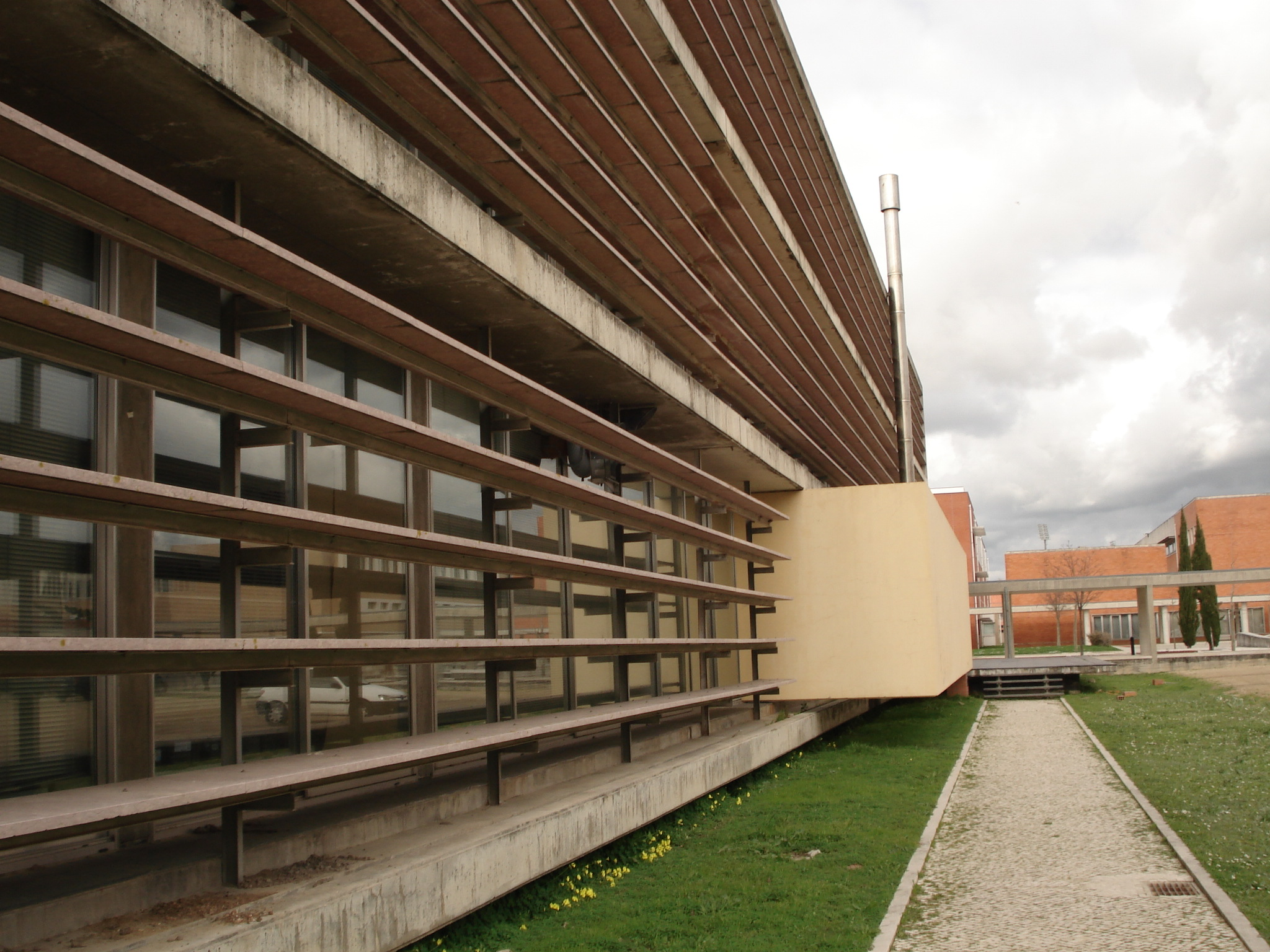
Геологічний факультет Авейрівського університету
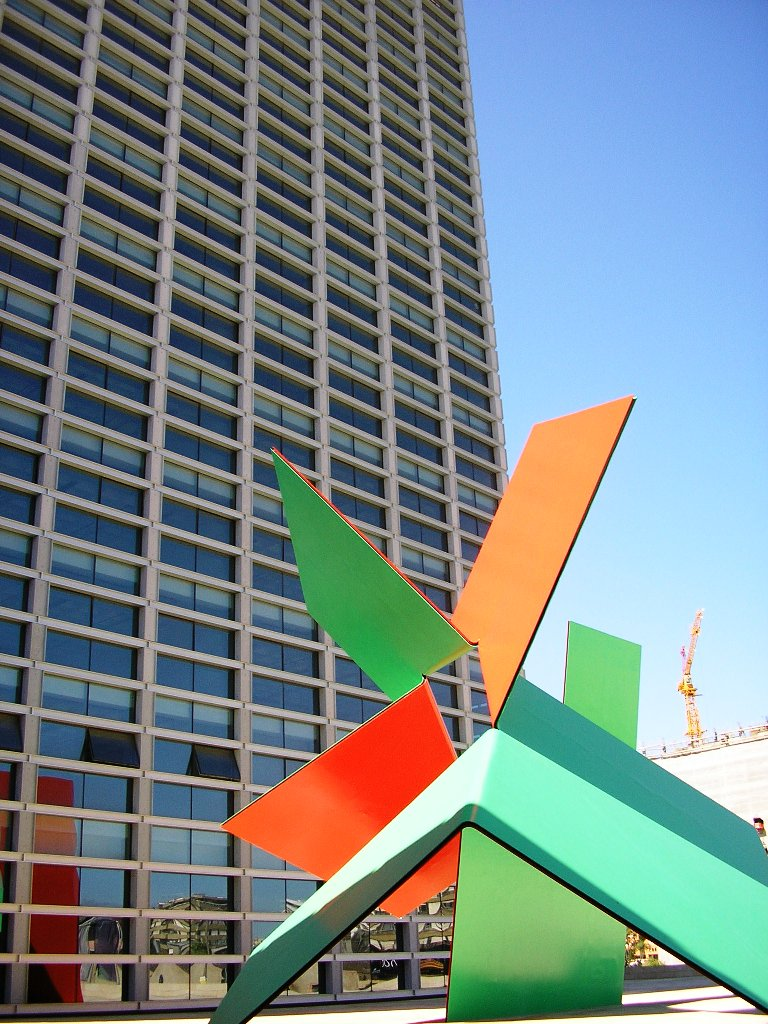
Burgo Empreendimento, Порту
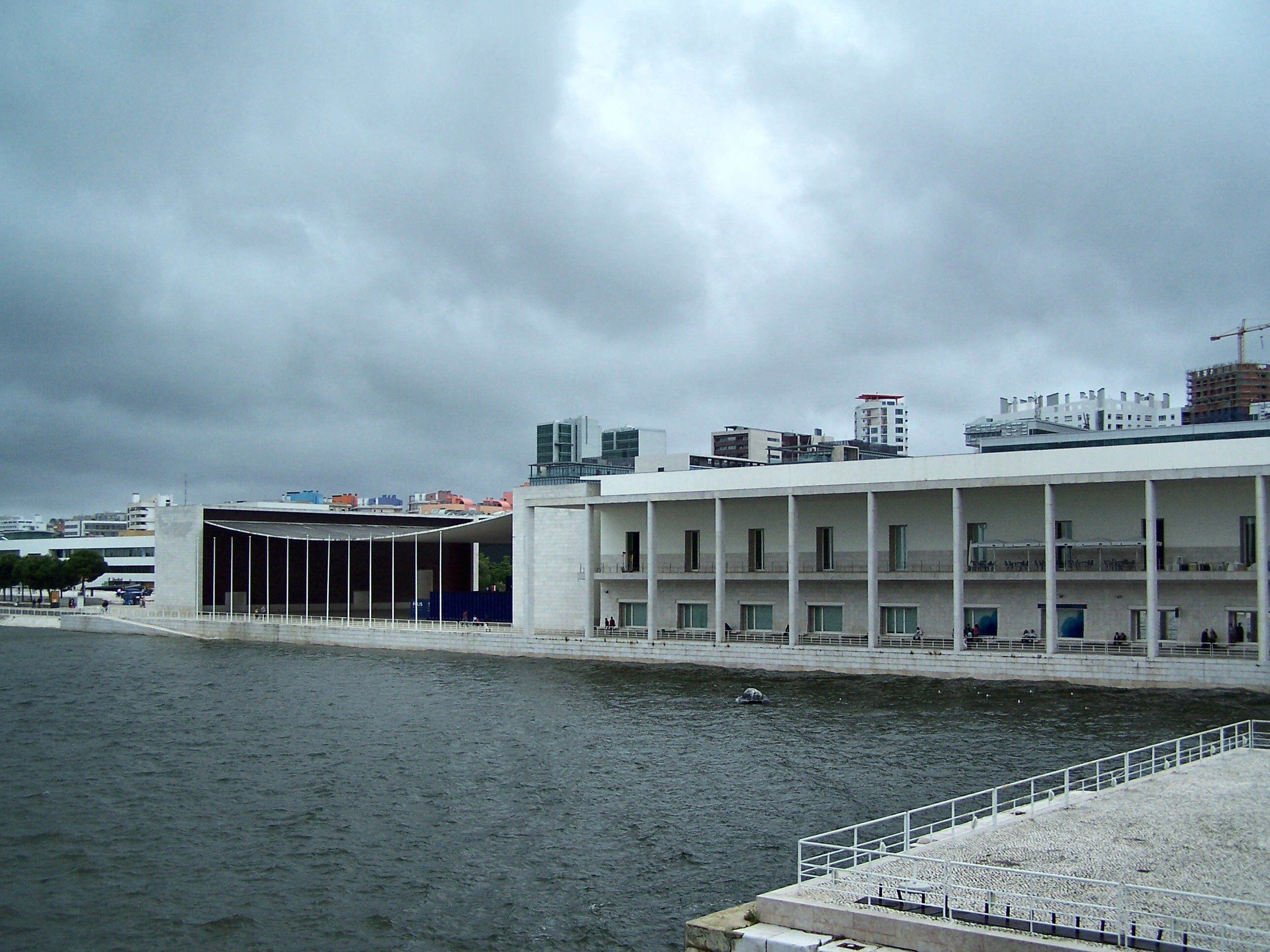
Pavilhão de Portugal, collaboration with Siza Vieira
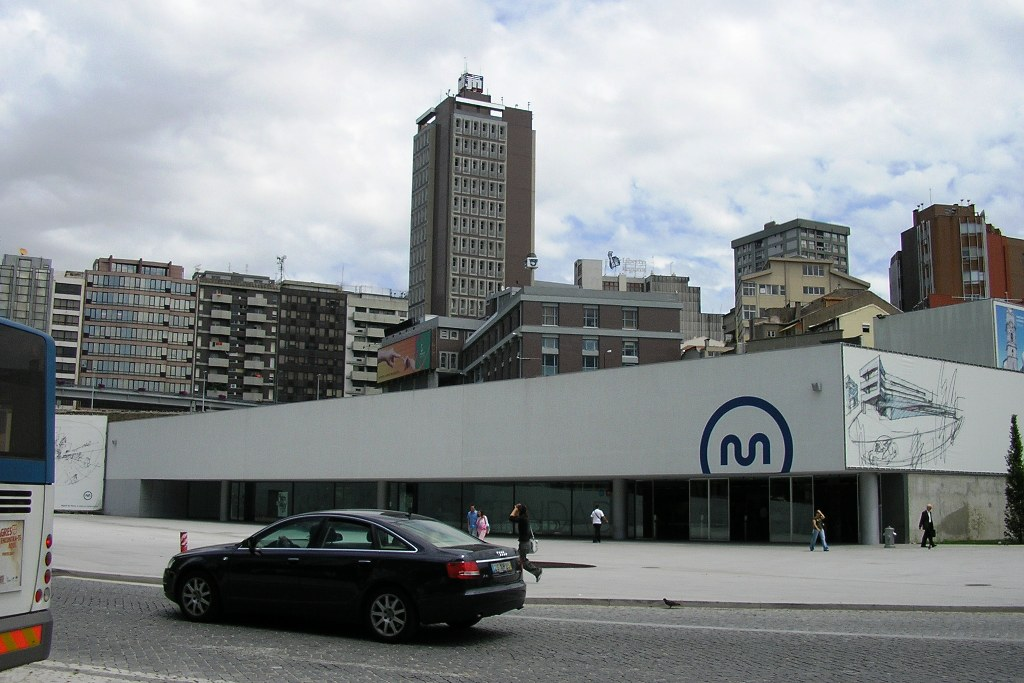
Станція Тріндаде, метро Порту
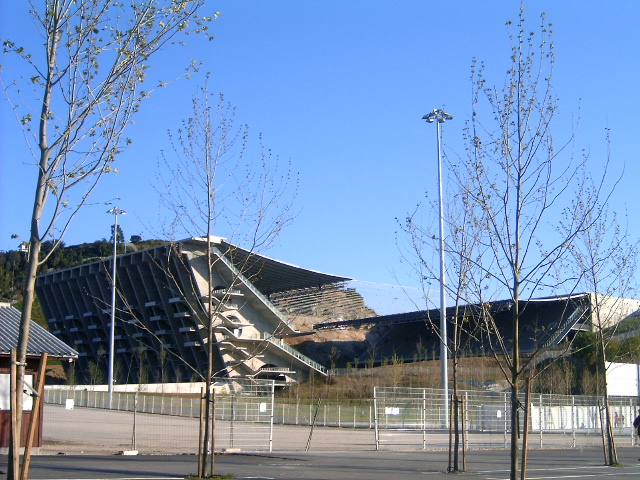
Бразький муніципальний стадіон
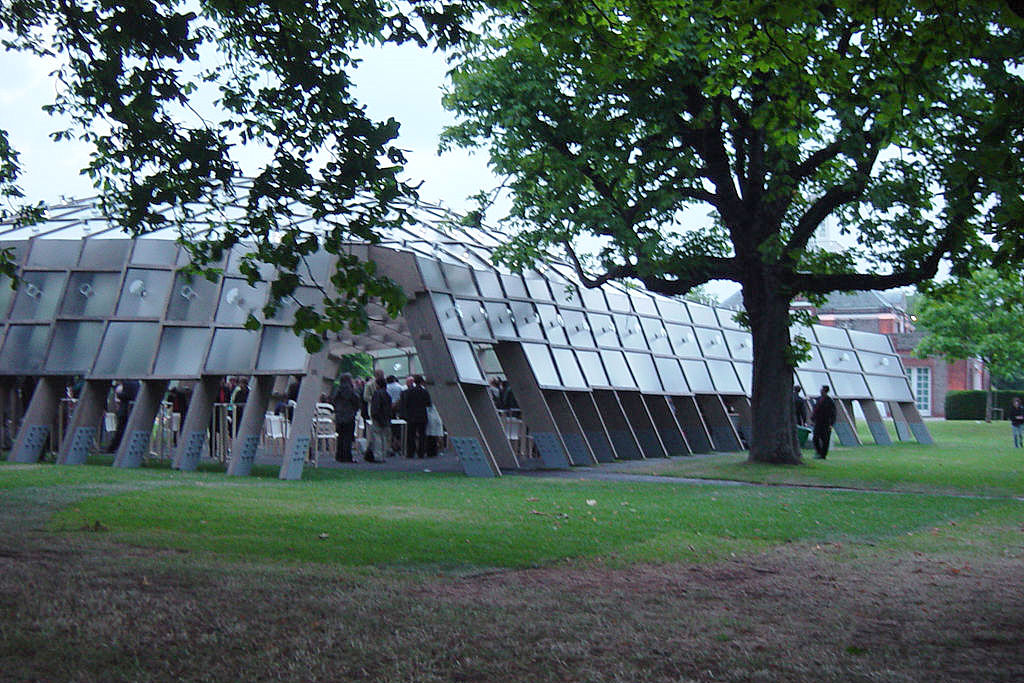
Павільйон серпантинової галереї, Лондон